# Communauté de communes des trois A : A20, A89 et Avenir
La communauté de communes des trois A : A20, A89 et Avenir est une ancienne communauté de communes française située dans le département de la Corrèze, en région Limousin.
Au 1er janvier 2014, elle est éclatée entre deux autres structures intercommunales corréziennes : Donzenac, Estivaux, Saint-Bonnet-l'Enfantier, Sadroc et Saint-Pardoux-l'Ortigier rejoignent la nouvelle communauté d'agglomération du bassin de Brive, tandis que Vigeois et Orgnac-sur-Vézère sont intégrées à la communauté de communes du pays d'Uzerche.

## Composition
Elle regroupait les 7 communes  suivantes :
| Nom                      | Code Insee | Gentilé           | Superficie (km2) | Population (dernière pop. légale) | Densité (hab./km2) |
| ------------------------ | ---------- | ----------------- | ---------------- | --------------------------------- | ------------------ |
| Donzenac (siège)         | 19072      | Donzenacois       | 24,24            | 2 620 (2014)                      | 108                |
| Estivaux                 | 19078      |                   | 16,58            | 402 (2014)                        | 24                 |
| Orgnac-sur-Vézère        | 19154      | Orgnacois         | 18,76            | 309 (2014)                        | 16                 |
| Sadroc                   | 19178      | Sadrocois         | 19,26            | 882 (2014)                        | 46                 |
| Saint-Bonnet-l'Enfantier | 19188      | Saint-Bonnetois   | 11,78            | 377 (2014)                        | 32                 |
| Saint-Pardoux-l'Ortigier | 19234      | Saint-Pardousiens | 12,98            | 479 (2014)                        | 37                 |
| Vigeois                  | 19285      | Vigeoyeux         | 43,25            | 1 224 (2014)                      | 28                 |